# 煙草種植

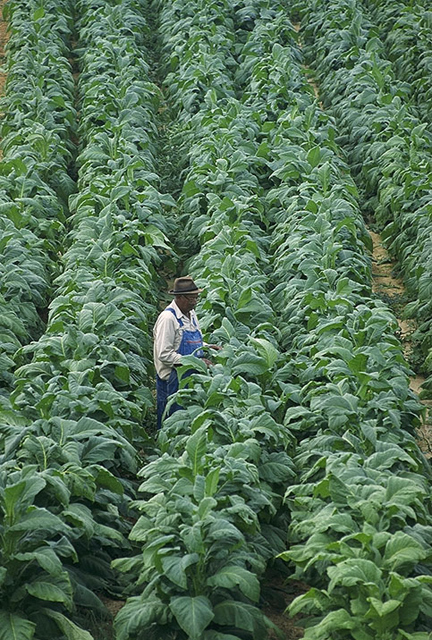
美國維珍尼亞州皮茨爾瓦尼亞縣查塔姆的煙草種植場

煙草種植是世界農業的其中一種主要作業。根據聯合國糧食及農業組織（FAO）在公元2000年的統計數字，全世界現時約有420萬公頃的土地用於煙草種植，年產量達7百萬公噸。

## 煙草栽培和加工過程

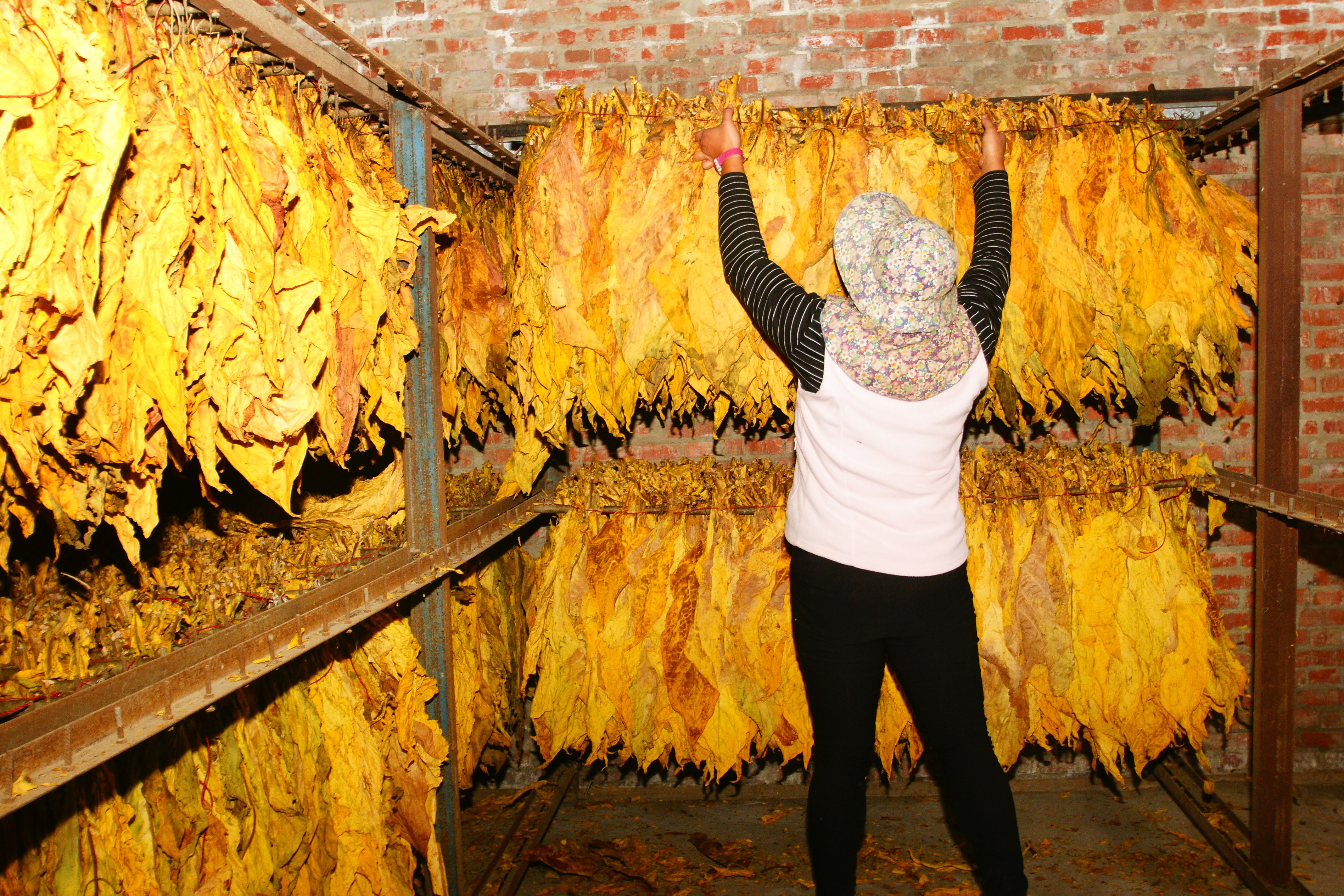
烟草乾燥

煙草是一種一年生植物，生長於溫暖的環境。雖然煙草可以在貧瘠的土地上生長，但現時種植煙草的土地大多數都是土肥沃而且疏水的土壤。烟草的种植比较耗费劳动力：在春季播种，幼株长到一定高度需要移栽，為保持煙草的生長環境穩定，幼株會在保溫箱內生長，以防止被凍傷，直至開始成熟。另外，種植者亦需要不断地打杈和摘花芽，以防止其消耗养分。烟草的叶片每成熟一片收获一片，不是全株统一收获，收获的叶片要及时进行处理。
收穫後的烟草叶需要曬乾，乾燥約需3至4週。烟草叶可以有3種不同的方法乾燥：
1. 躺在陽光下，
2. 在微波爐
3. 掛在屋頂。

曬乾後的烟草叶會捆綁成一堆 ，讓熱量使煙草發酵。這個過程約需10個星期。發酵後的煙草的味道苦澀，為了改善煙草的口味，生產商會按不同產品的類型而把煙草跟不同口味的改良劑補充混和。這些口味的例子包括：糖漿、蜂蜜、巧克力、薄荷等等。之後，煙草會根據由其尺寸、厚度和顏色決定的品質分類，再送交捲煙廠製成捲煙。

## 世界煙草種植概說

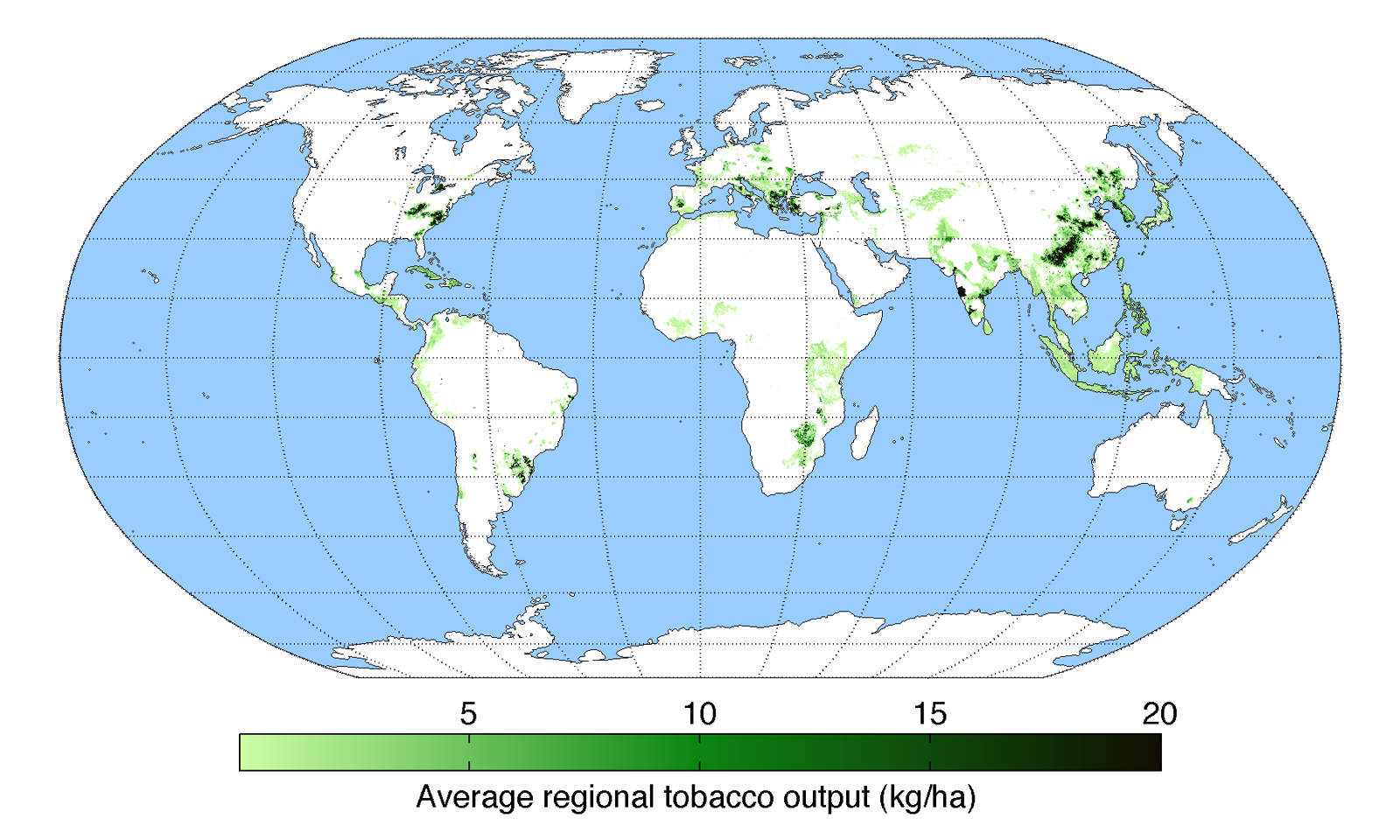
世界主要的煙草生產地

現時世界主要的煙草生產國有：中華人民共和國、印度、土耳其、日本及印尼。在歐洲和南、北美洲亦有煙草生產，歐洲的煙草生產集中於的法國和西佛蘭德的韋爾菲克及哈塞爾貝克，而美洲以美國為最大生產國，其次是巴西、加拿大、阿根廷和墨西哥。

### 中國的煙草種植

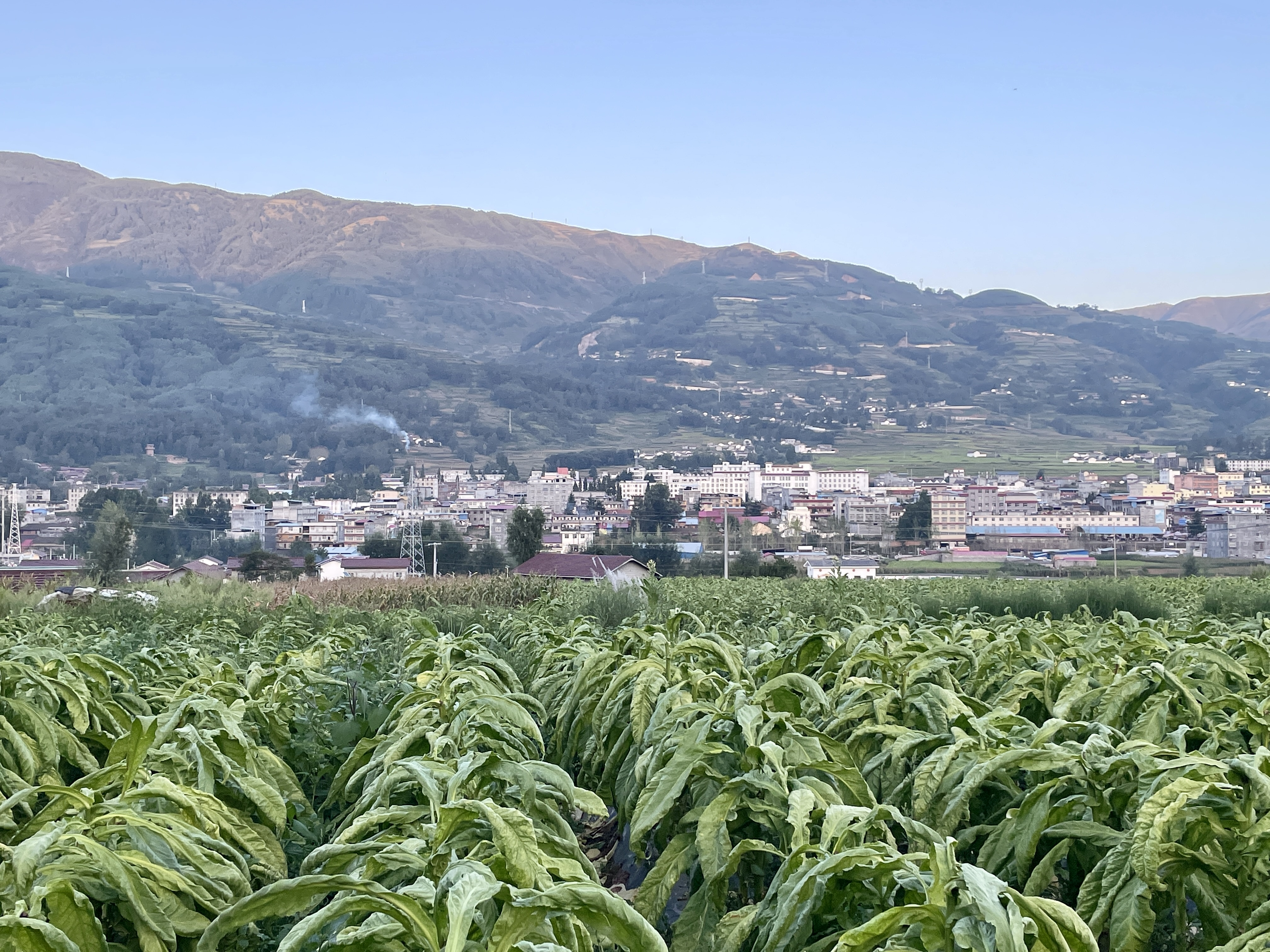
凉山州普雄镇的烟草田

中國是現時世界最大煙草出產國，年產量達到1.7萬億根煙。雖然吸煙已對中國國民的健康及中國人在外國的評價造成嚴重的負面影響，但由於經濟上的效益，中國到現在依然積極推廣煙草種植，並於有關发展提出了所謂“一基四化”的基本思路，即：
- 加强烟叶生产基础设施建设，

1. 规模化种植、
2. 集约化经营、
3. 专业化分工、
4. 信息化管理。

## 危害

### 童工
國際的勞工報告說，大多數童工從事農業勞動，而這是最危險的工作種類之一。菸草業也有使用童工。在阿根廷、巴西、中國、印度、印度尼西亞、馬拉維和津巴布韋，有許多童工在農場工作。有些童工在自家農場工作，有些則是在大型農場工作。
總部在倫敦的人權組織國際計劃在2009釋出一份報告指出，在馬拉維（世界煙草1.8％生產者）的菸田、童工是常見的。在2007~2008年的產季，該組織訪問了44名青少年全職童工，這些童工表示遭遇低薪、長工時，以及雇主的虐待及性虐。他們也反應得到一種稱為“green tobacco sickness”的疾病，這是尼古丁中毒的一種表現：當他們用手處理濕潤的菸葉、尼古丁從菸葉進入他們的皮膚，他們感到噁心、嘔吐和頭暈。孩子們由直接接觸菸葉、暴露於相當於50根香菸的尼古丁；如此多的尼古丁會造成他們腦部的永久改變。
菸農家庭常需要做出困難的決定：他們的孩子到底要種田還是上學。不幸的是，發展國家的菸農家庭多選擇讓孩子工作而非教育，因為他們需要便宜的童工才能賺夠錢。

### 經濟問題
種植菸草的資源會排擠種植糧食的資源，製造菸草也會消耗大量木柴做為燃料。菸草商及一些國家對菸草業的補貼也是問題，造成生產過剩及小農消失。

### 環境問題
烟草种植对环境造成多方面的负面影响。首先，它导致森林砍伐，大约5%的全球森林砍伐与烟草种植有关，每生产300支香烟/1.5条香烟就会损失一棵树。砍伐森林不仅导致气候变化和生物多样性丧失，还会造成土壤侵蚀和水污染。其次，烟草种植需要大量化肥，导致土壤退化和污染，一些化肥甚至含有放射性物质，这些物质会转移到吸烟者和二手烟接触者的肺部。此外，烟草种植还消耗大量水资源，加剧水资源短缺。农药的过度使用污染水源，危害野生动物，并对烟农的健康构成威胁，尤其是在发展中国家，烟农可能缺乏安全防护知识，童工现象也十分普遍。烟草生产还会排放大量温室气体，加剧气候变化，烟草废弃物污染海洋、河流、土壤和城市环境。发展中国家的烟草种植还面临粮食安全问题，宝贵的水和农田被用于种植烟草而非粮食。总体而言，烟草种植对环境和人类健康都造成了严重损害，需要采取措施减少其负面影响。

## 外部連結
- tobacco: Cultivation and Curing - Infoplease.com （页面存档备份，存于）
- The Back-breaking Leaf, a 1959 documentary on tobacco harvesting （页面存档备份，存于）